# To Swing or Not to Swing
Albums de Barney Kessel
Kessel Plays Standards
(1956) Music to Listen to Barney Kessel By
(1957)
To Swing or Not to Swing (sous-titré Barney Kessel Volume 3) est un album du guitariste de jazz Barney Kessel sorti en 1956.

## Titres
| 1.    | Begin the Blues            | Barney Kessel                          | 4:29 |
| 2.    | Louisiana                  | J. C. Johnson, Andy Razaf, Bob Schafer | 3:57 |
| 3.    | Happy Feeling              | Kessel                                 | 3:58 |
| 4.    | Embraceable You            | George Gershwin, Ira Gershwin          | 3:24 |
| 5.    | Wail Street                | Kessel                                 | 4:25 |
| 6.    | Back Home Again in Indiana | James F. Hanley, Ballard MacDonald     | 3:13 |
| 7.    | Moten Swing                | Bennie Moten, Buster Moten             | 3:58 |
| 8.    | Midnight Sun               | Sonny Burke, Lionel Hampton            | 3:10 |
| 9.    | Contemporary Blues         | Kessel                                 | 5:26 |
| 10.   | Don't Blame Me             | Jimmy McHugh, Dorothy Fields           | 5:26 |
| 11.   | Twelfth Street Rag         | Euday L. Bowman                        | 2:55 |
| 46:04 |                            |                                        |      |

## Musiciens
- Barney Kessel - guitare
- Harry Edison - trompette
- Georgie Auld - saxophone ténor
- Jimmy Rowles - piano
- Al Hendrickson - guitare
- Red Mitchell - contrebasse
- Irv Cottler, Shelly Manne - batterie